# 大澤隆志
大澤 隆志（おおさわ たかし、1984年2月 - ）は、日本の薬剤師、薬学者（臨床薬物動態学・臨床薬理学・医療薬学）。学位は、博士（医学）（浜松医科大学・2015年）。静岡県立大学薬学部講師・大学院薬学研究院講師。姓の「澤」は「沢」の旧字体のため、新字体で大沢 隆志（おおさわ たかし）と表記される場合もある。
浜松医科大学医学部附属病院薬剤部部員などを歴任した。

## 来歴

### 生い立ち
1984年（昭和59年）2月に生まれた。国が設置・運営する金沢大学に進学し、薬学部の総合薬学科にて学んだ。なお、金沢大学は、2004年（平成16年）に国から同名の国立大学法人に移管されている。2007年（平成19年）3月、金沢大学を卒業した。そのまま金沢大学の大学院に進学し、自然科学研究科にて学んだ。2009年（平成21年）3月、金沢大学の大学院における博士前期課程を修了した。

### 薬剤師、薬学者として
2009年（平成21年）4月、同名の国立大学法人により設置・運営される浜松医科大学に採用され、医学部の附属病院にて薬剤部に配属された。また、浜松医科大学の大学院にも進学し、医学系研究科にて学んだ。在学中に「Blood distribution of bortezomib and its kinetics in multiple myeloma patients」と題した博士論文を執筆した。2014年（平成26年）3月、浜松医科大学の大学院における博士課程を修了した。2015年（平成27年）3月16日付で博士（医学）の学位を取得した。2019年（平成31年）4月、県と同名の公立大学法人により設置・運営される静岡県立大学に採用され、薬学部にて講師に就任した。薬学部においては、主として薬学科の講義を担当し、賀川義之が主宰する臨床薬剤学分野を受け持った。また、静岡県立大学の大学院においては、薬学研究院の講師を兼務することになった。大学院においては、主として薬食生命科学総合学府の講義を担当し、臨床薬剤学教室を受け持った。

## 研究
専門は薬学であり、臨床薬物動態学、臨床薬理学、医療薬学といった分野の研究に従事していた。具体的には、多発性骨髄腫に対するプロテアソーム阻害薬について、投与された際の血中の動態について解析した。また、薬物動態学の視点から有害な事象の解明に取り組んだ。学術団体としては、日本医療薬学会、日本薬学会、などに所属した。

## 略歴
- 1984年 - 誕生[1]。
- 2007年 - 金沢大学薬学部卒業[2]。
- 2009年 - 金沢大学大学院自然科学研究科博士前期課程修了[2]。
- 2009年 - 浜松医科大学医学部附属病院薬剤部配属[3]。
- 2014年 - 浜松医科大学大学院医学系研究科博士課程修了[2]。
- 2019年 - 静岡県立大学薬学部講師[3]。
- 2019年 - 静岡県立大学大学院薬学研究院講師。

## 著作

### 論文
- 木村和子ほか稿「インターネット輸入代行で個人輸入した医薬品の保健衛生上のインパクト」『医療と社会』18巻4号、医療科学研究所、2008年、459-472頁。ISSN 09169202
- 山本千琴ほか稿「日本における一般用医薬品の自主回収の実態調査」『薬学雑誌』乙号、136巻9号、日本薬学会、2016年、1307-1312頁。ISSN 00316903

### 講演録
- 長田幸恵ほか稿「下肢手術後の深部静脈血栓症予防における合成Xa凝固因子阻害剤とダナパロイドナトリウムの比較」『日本医療薬学会年会講演要旨集』18巻、日本医療薬学会、2008年、293頁。
- 大澤隆志ほか稿「抗がん薬のバイアル表面汚染量を指標とした規格間および製剤間での製剤品質の比較」『日本医療薬学会年会講演要旨集』20巻、日本医療薬学会、2010年、271頁。
- 玉内志保ほか稿「抗菌薬使用量に基づくルート確保用生理食塩液プレフィルドシリンジ製剤の導入後使用量の予測」『日本医療薬学会年会講演要旨集』21巻、日本医療薬学会、2011年、143頁。
- 石田卓矢ほか稿「日本における製薬企業による医薬品の自主回収の実態調査」『日本医療薬学会年会講演要旨集』21巻、日本医療薬学会、2011年、160頁。
- 大澤隆志ほか稿「多発性骨髄腫患者におけるボルテゾミブの血球移行性と血中動態特性の評価」『日本医療薬学会年会講演要旨集』21巻、日本医療薬学会、2011年、173頁。
- 大澤隆志ほか稿「日本に流通するシスプラチン製剤のバイアル表面汚染の比較」『日本医療薬学会年会講演要旨集』22巻、日本医療薬学会、2012年、407頁。
- 山本千琴ほか稿「日本における一般用医薬品の自主回収の実態調査」『日本医療薬学会年会講演要旨集』24巻、日本医療薬学会、2014年、236頁。
- 原内智慧ほか稿「細菌性膣炎の妊婦におけるクロラムフェニコール膣錠の血中移行性の定量的評価」『日本医療薬学会年会講演要旨集』25巻、日本医療薬学会、2015年、197頁。

### 註釈
1. ↑  金沢大学は、2004年に国から国立大学法人金沢大学に移管された。

## 関連人物
- 賀川義之
- 前田利男 (薬学者)
- 宮嵜靖則